# Jean-Marie Evrard (volksvertegenwoordiger)
Jean Marie Evrard (Étalle, 4 november 1911 - 12 oktober 2004) was een Belgisch volksvertegenwoordiger en burgemeester.

## Levensloop
Evrard werd handelsingenieur.
In 1938 werd hij verkozen tot gemeenteraadslid van Sint-Pieters-Woluwe, werd in 1945 schepen van de gemeente en was er van 1947 tot 1971 burgemeester van.
Oorspronkelijk was hij lid van de PSC-CVP. In 1954 was hij lijsttrekker voor de Senaat voor de Rassemblement Social Chrétien de la Liberté. In 1959 richtte hij met André Saint-Rémy, voormalige PSC burgemeester van Sint-Joost-ten-Node, het Rassemblement National op, een rechtsconservatieve partij. Hij werd er de voorzitter van.
In 1961 werd hij verkozen tot volksvertegenwoordiger voor het arrondissement Brussel, op de lijst van het Rassemblement national. Hij vervulde dit mandaat tot in 1965, maar sloot zich toen aan bij de liberalen en was van 1965 tot 1968 volksvertegenwoordiger voor de Partij voor Vrijheid en Vooruitgang.